# Kadoma (Zimbabwe)
Kadoma (do 1982 Gatooma) – miasto w środkowej części Zimbabwe, w prowincji Mashonaland Południowy. Około 78 tys. mieszkańców (2012). Miasto leży na wysokości 1,162 m i jest centrum przemysłu wydobywczego (złoto, miedź, nikiel).

## Miasta partnerskie
- Stevenage